# Vincas Bacevičius
Vincas Bacevičius (* 16. Mai 1875 in Ardzijauskai; † 22. Dezember 1952 in Kaunas) war ein litauischer Musikpädagoge, Pianist, Dirigent und Komponist.

## Leben
Bacevičius wirkte als Musiklehrer in Lodz und ab 1925 in Kaunas, wo er den Universitätschor und das Universitätsorchester leitete. Neben einem Ballett, Klavierstücken und Chorliedern komponierte er vier Sinfonien. Auch seine Kinder schlugen eine musikalische Laufbahn ein: Vytautas Bacevičius und Olegs Bacevičius wurden Komponisten, Kęstutis Bacevičius Pianist, und seine Tochter Grażyna Bacewicz wurde in Polen als Geigerin und Komponistin bekannt.